# 6489 Golevka
6489 Golevka è un asteroide Apollo del diametro medio di circa 0,53 km. Scoperto nel 1991, presenta un'orbita caratterizzata da un semiasse maggiore pari a 2,4854515 au e da un'eccentricità di 0,6126978, inclinata di 2,26559° rispetto all'eclittica.
L'asteroide è dedicato a tre diversi osservatori radar: Goldstone in California, Eupatoria in Crimea (Ucraina) (indicato come Evpatoria o Yevpatoriya nella traslitterazione dal russo) e Kashima in Giappone. Golevka è stato ottenuto dalla giustapposizione delle iniziali dei tre nomi: ciò in quanto nel 1995 l'asteroide venne osservato contemporaneamente dai tre osservatori.
Le ridotte misure (600 × 1400 m) e la facilità di osservazione hanno permesso che fosse il primo oggetto celeste su cui si riuscisse a verificare, nel 2003, l'influenza dell'effetto Yarkovsky sui parametri orbitali.
I valori dei suoi parametri orbitali lo rendono un oggetto potenzialmente pericoloso.